# Cerveno
Cerveno es un municipio situado en la provincia de Brescia, en Lombardía, Italia. Tiene una población estimada, a fines de octubre de 2022, de 659 habitantes.

## Evolución demográfica
| Gráfica de evolución demográfica de Cerveno entre 1861 y 2022 |
|                                                               |
| Fuente: ISTAT - Elaboración gráfica de Wikipedia              |